# Zamek w Blarney
Zamek Blarney (ang. Blarney Castle, irl. Caisleán na Blarnan) – średniowieczny zamek w mieście Blarney (hrabstwo Cork, Irlandia), wzniesiony w 1446 roku. Popularna atrakcja turystyczna, głównie ze względu na tzw. Kamień z Blarney. Na terenie zamku znajduje się XIX-wieczny ogród skalny.